# Max Muncy

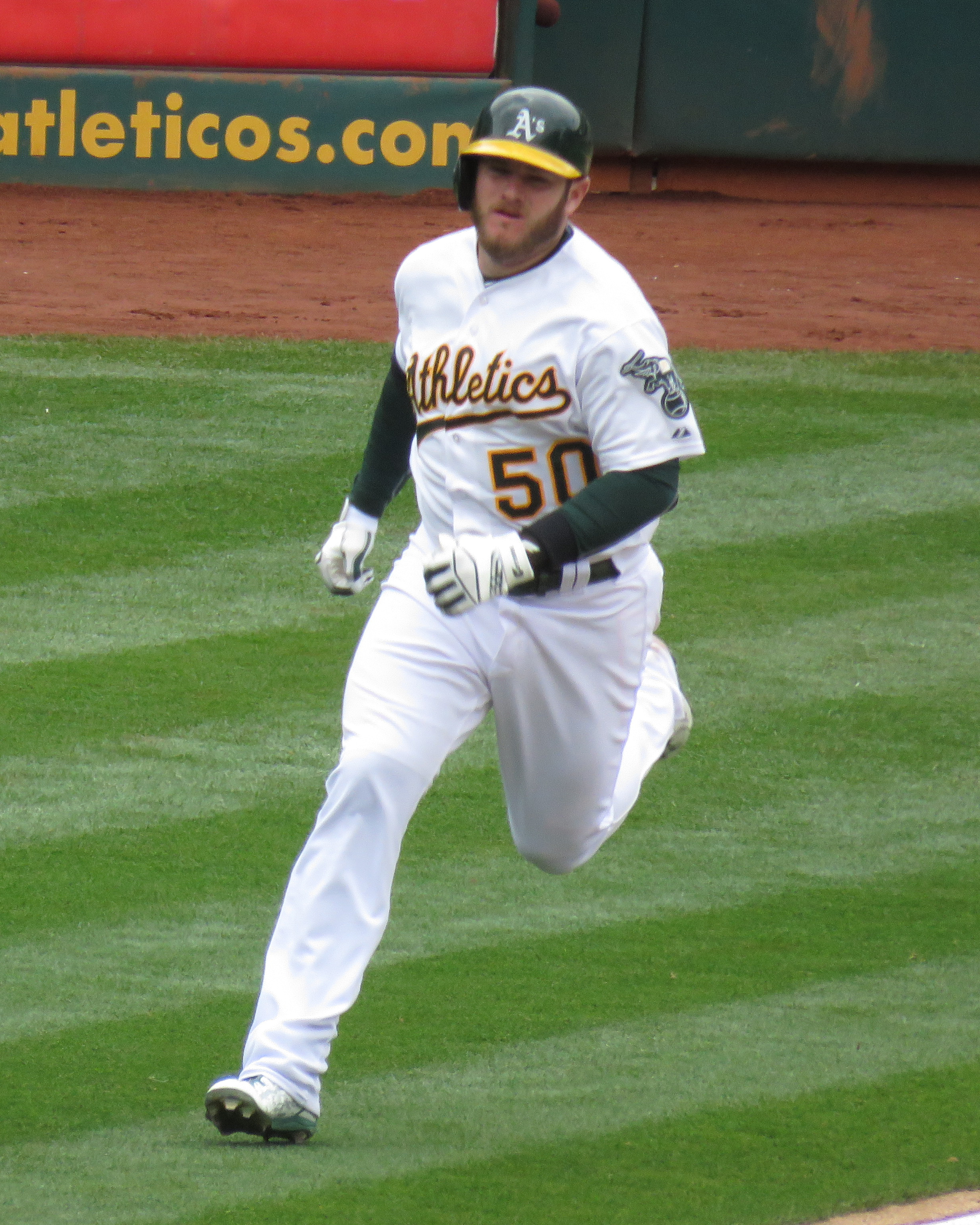
Max Muncy im Outfit der Oakland Athletics

Maxwell Steven „Max“ Muncy (* 25. August 1990 in Midland, Texas) ist ein amerikanischer Baseballspieler für die Los Angeles Dodgers in der Major League Baseball (MLB). Er spielte in den Jahren 2015 und 2016 für die Oakland Athletics und kam 2018 zu den Dodgers, mit denen er 2020 und 2024 die World Series gewann.

## Karriere

### Oakland Athletics
Die Oakland Athletics wählten Muncy in der fünften Runde des MLB Draft 2012. Er gab sein Debüt mit den Burlington Bees in der Midwest League und hatte einen Batting Average von .275, einen On-Base Percentage von .383, einen Slugging Percentage von .432 und erzielte vier Homeruns in 64 Spielen. Er begann die Saison 2013 mit den Stockton Ports in der California League, bevor er zu den Midland RockHounds der Texas League befördert wurde. Zum Zeitpunkt seiner Beförderung führte er die California League mit 21 Homeruns und 76 RBIs an. Insgesamt erreichte Muncy .273/.381/.476 mit 25 Homeruns und 100 RBIs. Nach der Saison spielte er für die Mesa Solar Sox der Arizona Fall League. Er kehrte 2014 nach Midland zurück.
Muncy begann die Saison 2015 mit den Nashville Sounds der Pacific Coast League (PCL), wurde aber am 25. April in die Major League Baseball befördert, nachdem der Second Baseman Ben Zobrist auf die 15-tägige Disabled List gesetzt wurde. Am 17. Mai 2015 erzielte Muncy seine erste MLB Hit gegen den Chicago White Sox Pitcher Jeff Samardzija. 2015 schlug er .206 in 45 Spielen für Oakland. Er teilte die Saison 2016 zwischen Nashville und Oakland auf und schlug 2016 .186 in 51 Major League Spielen. Die Athletics entließen Muncy gegen Ende des Spring Trainings 2017.

### Los Angeles Dodgers
Muncy unterzeichnete am 27. April 2017 einen Vertrag mit den Los Angeles Dodgers, und sie ordneten Muncy den Oklahoma City Dodgers der PCL zu. In 109 Spielen schlug er .309 mit 12 Homern und 44 RBIs. Muncy wurde am 17. April 2018 zu den Dodgers gerufen. Er schlug seinen 20. Homerun für die Dodgers in seinem 183. At-Bat und stellte einen Franchise Rekord auf. Muncy wurde als Kandidat für das All-Star Final Vote für das MLB All-Star Game 2018 ausgewählt, belegte bei der Abstimmung aber nur den dritten Platz. Er nahm ein Angebot zur Teilnahme am Home Run Derby während der All-Star-Pause an. Nachdem er Javier Baez in der ersten Runde des Derbys besiegt hatte, verlor er gegen den späteren Sieger Bryce Harper im Halbfinale. Muncy führte die Dodgers in Homeruns an und wurde mit 35 Homeruns Fünfter in der National League. Er wurde Zweiter mit 79 RBIs für die Dodgers, obwohl er nur in 137 Spielen spielte. Muncy zeigte auch seine Vielseitigkeit, als er Spiele auf der First Base (58), der Third Base (30) und der Second Base (13) begann und auch im Outfield spielte.
In der World Series 2018 schlug Muncy einen Walk-Off Homerun im 18. Inning von Spiel 3 und beendete das längste Spiel (nach Innings und Zeit) in der Geschichte der World Series nach 7 Stunden und 23 Minuten.
Muncy wurde für das Major League Baseball All-Star Game 2019 als Verletzungsersatz ausgewählt. Damit ist es das erste All-Star Game für Muncy. Im Spiel ersetzte er den Third Baseman Anthony Rendon der Washington Nationals.
2020 gewann er mit den Dodgers die World Series gegen die Tampa Bay Rays.

#### 2021
Am 30. Mai 2021 schlug Muncy seinen 100. Homerun seiner Karriere gegen Zack Littell von den San Francisco Giants. Im Juli wurde er als für das All-Star Game ausgewählt. Im letzten Spiel der regulären Saison kugelte sich Muncy den Ellbogen aus, als Jace Peterson von den Milwaukee Brewers mit seinem Arm kollidierte, während er versuchte, den Ball an der ersten Base zu fangen.

#### 2022
Am 22. August 2022 unterzeichnete Muncy eine einjährige Vertragsverlängerung im Wert von 13,5 Millionen Dollar für die Saison 2023. Der Vertrag enthält auch eine 10-Millionen-Dollar-Option für das Jahr 2024. Im Jahr 2022 bestritt er 136 Spiele, die meisten davon an der dritten Base, nachdem die Dodgers Freddie Freeman für die erste Base verpflichtet hatte. Mit 21 Home Runs und 69 RBIs erzielte er ein Karrieretiefen Batting Average von .196.

#### 2023
Muncy blieb der primäre dritte Baseman im Jahr 2023, spielte in 135 Spielen mit einem Batting Average von .212, 36 Homers und einem Karrierehoch von 105 RBI. Nach der Saison unterzeichnete Muncy eine zweijährige, 24 Millionen Dollar teure, Vertragsverlängerung mit den Dodgers, die auch eine 10 Millionen Dollar teure Cluboption für 2026 enthält.

## Persönliches
Muncy und seine Frau Kellie heirateten im November 2018, sie bekamen im Juli 2021 eine Tochter.